# Mistrzostwa Szwajcarii w Skokach Narciarskich 2018
Mistrzostwa Szwajcarii w Skokach Narciarskich 2018 – zawody o mistrzostwo Szwajcarii w skokach narciarskich, które odbyły się 13 października 2018 roku na kompleksie skoczni Nordic Arena w Kandersteg. Pierwotnie zawody miały trwać do 14 października, jednakże konkurs indywidualny mężczyzn, który miał zostać rozegrany tego dnia został odwołany z powodu niesprzyjających warunków atmosferycznych. Ostatecznie został on przeniesiony na 27 października do Einsiedeln na obiekt HS117.
Mistrzynią Szwajcarii na Blüemlisalp-Schanze (HS74) została po raz pierwszy w karierze Rea Kindlimann. Wicemistrzynią została broniąca tytułu Sina Arnet. Brąz wywalczyła taka jak w poprzedniej edycji czempionatu Emely Torazza. W konkursie wystartowało siedem skoczkiń.
Drużynowym mistrzem Szwajcarii na największym obiekcie HS106 po raz szósty z rzędu została pierwsza drużyna ZSV I, a srebrny i brązowy medal przyznano zespołom odpowiednio z okręgów BOSV i SROM. Sklasyfikowana na miejscu drugim drużyna mieszana złożona z zawodników ZSSV i OSSV startowała poza konkursem. Łącznie zostało sklasyfikowanych siedem zespołów reprezentujących pięć lokalnych związków.
Tytuł mistrzowski na skoczni dużej w Einsiedeln zdobył Killian Peier. O sześć punktów gorszy na drugiej lokacie sklasyfikowany został Simon Ammann, a trzeci Andreas Schuler. Na starcie stanęło dziewiętnastu zawodników, a w tym czterech juniorów z Czech, gdzie najlepszy był uplasowany na miejscu dwunastym Radek Rýdl.

## Wyniki
Skróty związków narciarskich
- ZSV – Zürcher Skiverband
- BOSV – Berner Oberländischer Skiverband
- SROM – Ski Romand
- OSSV – Ostschweizer Skiverband
- ZSSV – Zentralschweizer Schneesport Verband

### Konkurs indywidualny kobiet na skoczni HS74
| Miejsce | Zawodnik       | Związek narciarski | Klub                 | Skok 1 | Skok 2 | Punkty |
| ------- | -------------- | ------------------ | -------------------- | ------ | ------ | ------ |
| 1.      | Rea Kindlimann | ZSV                | SC Am Bachtel Wald   | 70,0   | 64,0   | 210,5  |
| 2.      | Sina Arnet     | ZSV                | SC Am Bachtel Wald   | 65,5   | 64,0   | 207,2  |
| 3.      | Emely Torazza  | OSSV               | SC Riedern           | 63,0   | 56,0   | 178,0  |
| 4.      | Simone Buff    | ZSV                | SC Am Bachtel Wald   | 59,0   | 56,0   | 165,4  |
| 5.      | Alena Czekala  | ZSV                | SC Einsiedeln        | 57,0   | 55,5   | 160,4  |
| 6.      | Celina Wasser  | ZSV                | SC Am Bachtel Wald   | 53,5   | 45,0   | 119,3  |
| 7.      | Aline Florin   | BSV                | SC Alpina St. Moritz | 38,5   | 32,0   | 46,1   |

### Konkurs drużynowy mężczyzn na skoczni HS106
| Miejsce | Drużyna     | Zawodnik           | Klub                             | Skok 1 | Skok 2 | Nota zespołu |
| ------- | ----------- | ------------------ | -------------------------------- | ------ | ------ | ------------ |
| 1.      | ZSV I       | Andreas Schuler    | SC Einsiedeln                    | 98,5   | 100,0  | 962,5        |
| 1.      | ZSV I       | Lars Kindlimann    | SC Am Bachtel Wald               | 101,5  | 99,0   | 962,5        |
| 1.      | ZSV I       | Pascal Kälin       | SC Einsiedeln                    | 102,5  | 100,0  | 962,5        |
| 1.      | ZSV I       | Dominik Peter      | SC Am Bachtel Wald               | 94,0   | 93,5   | 962,5        |
| –       | ZSSV / OSSV | Gregor Deschwanden | ZSSV, SC Horw                    | 97,5   | 98,5   | 868,5        |
| –       | ZSSV / OSSV | Aron Russi         | ZSSV, SC Unterschächen           | 80,0   | 82,0   | 868,5        |
| –       | ZSSV / OSSV | Lean Niederberger  | ZSSV, SC Bannalp-Wolfenschiessen | 84,5   | 83,5   | 868,5        |
| –       | ZSSV / OSSV | Luca Egloff        | OSSV, SC Grabserberg             | 101,5  | 97,5   | 868,5        |
| 2.      | BOSV        | Gabriel Karlen     | SC Gstaad                        | 91,5   | 95,5   | 832,0        |
| 2.      | BOSV        | Kevin Romang       | SC Gstaad                        | 92,0   | 90,5   | 832,0        |
| 2.      | BOSV        | Luca von Grünigen  | SC Gstaad                        | 92,0   | 95,0   | 832,0        |
| 2.      | BOSV        | Sandro Hauswirth   | SC Gstaad                        | 89,5   | 86,5   | 832,0        |
| 3.      | SROM        | Olan Lacroix       | SC Les Diablerets                | 86,0   | 88,0   | 794,0        |
| 3.      | SROM        | Janne Perini       | SC Nordique Stella Alpina        | 82,0   | 76,5   | 794,0        |
| 3.      | SROM        | Neo Freiholz       | SC Vallée de Joux                | 91,0   | 87,0   | 794,0        |
| 3.      | SROM        | Killian Peier      | SC Vallée de Joux                | 106,0  | 99,5   | 794,0        |
| 4.      | ZSV II      | Noah Camenzind     | SC Einsiedeln                    | 81,0   | 77,0   | 660,0        |
| 4.      | ZSV II      | Remo Imhof         | SC Einsiedeln                    | 83,0   | 75,0   | 660,0        |
| 4.      | ZSV II      | Mario Andgregg     | SC Am Bachtel Wald               | 96,0   | 96,0   | 660,0        |
| 4.      | ZSV II      | Pascal Müller      | SC Einsiedeln                    | 79,0   | 72,0   | 660,0        |
| 5.      | ZSV III     | Syril Wyss         | SC Am Bachtel Wald               | 60,0   | 60,0   | 416,5        |
| 5.      | ZSV III     | Rea Kindlimann     | SC Am Bachtel Wald               | 71,5   | 67,5   | 416,5        |
| 5.      | ZSV III     | Leon Zihlmann      | SC Am Bachtel Wald               | 80,0   | 79,5   | 416,5        |
| 5.      | ZSV III     | Yannick Waser      | SC Am Bachtel Wald               | 66,0   | 65,5   | 416,5        |
| 6.      | ZSV IV      | Patrice Ochsner    | SC Einsiedeln                    | 59,0   | 61,0   | 238,5        |
| 6.      | ZSV IV      | Alena Czekala      | SC Einsiedeln                    | 54,0   | 55,0   | 238,5        |
| 6.      | ZSV IV      | Mauro Imhof        | SC Einsiedeln                    | 65,0   | 59,0   | 238,5        |
| 6.      | ZSV IV      | Samuel Wiget       | SC Einsiedeln                    | 59,0   | 60,0   | 238,5        |

### Konkurs indywidualny mężczyzn na skoczni HS117
| Miejsce | Zawodnik           | Związek narciarski | Klub               | Skok 1 | Skok 2 | Punkty |
| ------- | ------------------ | ------------------ | ------------------ | ------ | ------ | ------ |
| 1.      | Killian Peier      | SROM               | SC Vallée de Joux  | 116,5  | 106,5  | 251,5  |
| 2.      | Simon Ammann       | OSSV               | SSC Toggenburg     | 115,5  | 107,0  | 245,5  |
| 3.      | Andreas Schuler    | ZSV                | SC Einsiedeln      | 116,5  | 105,0  | 242,7  |
| 4.      | Gregor Deschwanden | ZSSV               | SC Horw            | 114,0  | 108,0  | 241,6  |
| 5.      | Sandro Hauswirth   | BOSV               | SC Gstaad          | 109,0  | 101,0  | 225,5  |
| 6.      | Luca Egloff        | OSSV               | SC Grabersberg     | 105,5  | 104,5  | 224,5  |
| 7.      | Dominik Peter      | ZSV                | SC Am Bachtel Wald | 108,5  | 100,5  | 220,7  |
| 8.      | Pascal Kälin       | ZSV                | SC Einsiedeln      | 107,0  | 98,0   | 214,5  |
| 9.      | Gabriel Karlen     | BOSV               | SC Gstaad          | 103,0  | 97,5   | 204,4  |
| 10.     | Tim Hug            | SSM                | SC Gerlafingen     | 100,0  | 87,5   | 178,0  |
| ...     |                    |                    |                    |        |        |        |